# Pigna (Italie)
Pigna est une commune italienne située dans la province d'Imperia en Ligurie.

## Géographie
La commune s'étend sur 53,23 km2 dans l'ouest de la province d'Imperia et est frontalière avec la France. Elle est limitrophe de Triora au nord, Castelvittorio à l'est, Apricale et Isolabona au sud et Rocchetta Nervina et Saorge (France) à l'ouest. Elle comprend le hameau de Buggio au nord ainsi que deux exclaves, l'une au milieu de Castelvittorio à l'est et la seconde séparée par Isolabona au sud.

## Histoire
Des traces d'occupation humaine primitive remontant à la préhistoire ont récemment été découvertes, ce qui conduit les historiens à supposer que le village d'origine de Pigna appartenait peut-être à la commune d'Albintimilium, l'actuelle Vintimille. Une colonie romaine a été découverte à l'emplacement actuel de l'église bénédictine San Tommaso.[5]
Les premières traces officielles remontent aux XIIe  et  XIIIe siècle,[5] lorsque les comtes de Vintimille, seigneurs de la vallée, construisirent un château.[5] Le choix de l'emplacement du manoir était hautement stratégique pour les comtes de Vintimille, car il se trouvait à l'intersection de la route reliant Vintimille à Triora, reliant ainsi la côte à l'arrière-pays ligure, piémontais et niçois.
À partir du XIIIe siècle (certaines sources citent 1288[5]), le fief fut soumis aux comtes de Provence – qui le placèrent sous la tutelle du comté de Nice –, s'érigeant en commune libre et concluant des accords sur les terres agricoles et pastorales avec les communes voisines de Castelvittorio, Triora, Apricale, Dolceacqua, Saorge et La Brigue ; ces deux dernières villes sont aujourd'hui en territoire français.
Entre les XIIIe  et  XIVe siècles, le village et toute la vallée de la Nervia connurent des affrontements entre les factions guelfes et gibelines, et notamment des conflits territoriaux entre le royaume de Provence et la République de Gênes. En 1365[5], la paix fut rétablie dans la vallée au pont du lac Pigo.
En 1388[5], le gouverneur provençal céda les terres de Pigna à Amédée VII de Savoie, comme l'atteste un document officiel conservé aux archives municipales. De par sa situation et son appartenance territoriale, elle constituait un avant-poste stratégique du duché de Savoie dans cette partie de la haute vallée de la Nervia, dans une zone largement contrôlée par la République de Gênes, dont le bastion se trouvait à proximité, à Castelfranco (aujourd'hui Castelvittorio). Gênes tenta à plusieurs reprises de s'emparer (y compris par la force militaire) du fief savoyard de Pigna, mais n'en obtint le contrôle total qu'entre 1625 et 1633, avant de revenir ensuite sous le contrôle du duché de Piémont.
En 1793, elle fut rattachée au canton de Perinaldo (district de Menton), dans le département français des Alpes-Maritimes. À partir de 1805, sous le Premier Empire, Pigna resta dans le même canton (le chef-lieu étant déplacé à Dolceacqua), mais passa dans le nouveau district de Sanremo, dans le même département français, étendu à l'est par l'annexion d'une partie de la République ligurienne.[6]
À la chute de Napoléon Bonaparte, et conformément aux dispositions du Congrès de Vienne de 1814, la commune de Pigna passa au Royaume de Sardaigne. Faisant partie du Royaume d'Italie de 1861 à 1926, le territoire fut inclus dans le troisième district de Dolceacqua, dans le district de Sanremo, faisant partie de la province de Nice (plus tard province de Porto Maurizio et, à partir de 1923, province d'Imperia).
En 1944, pendant la Résistance, fut proclamée la « République libre de Pigna en Val Nervia ». Cette république, caractérisée par son propre système démocratique et une large participation populaire, dura du 29 août au 8 octobre[7] de la même année. La république, défendue par les Brigades Garibaldi sous le commandement de Guglielmo Vittorio « Vitò », capitula après de violents combats qui commencèrent le 4 octobre[8].
De 1973 au 30 avril 2011, il faisait partie de la communauté de montagne d'Intemelia.

## Culture et patrimoine

### Langue
Le dialecte intémélien qui y est parlé par les Pignasques est considéré comme le plus archaïque du ligure.

### Sites et monuments
- L'église Saint-Michel-Archange avec une façade majestueuse de Giorgio De Lancia en pierre noire et enrichie par une rosace de Giovanni Gaggini de Bissone en marbre blanc : douze petites colonnes portent vers l'Agnus Dei ; les vitraux polychromes représentent les douze Apôtres.
- L'oratoire baroque Saint-Antoine avec la fontaine des Canui.
- La madone di Passoscio ou de l'Annonciation - sanctuaire objet d'une grande dévotion et situé au bout d'un sentier marqué par 15 chapelles représentant les mystères de la Passion du Christ.
- Le Musée de la civilisation paysanne est l'expression du monde paysan de Pigna (la montagne avec la récolte de la lavande et du miel, l'élevage des troupeaux et les transhumances, les activités d'artisanat).

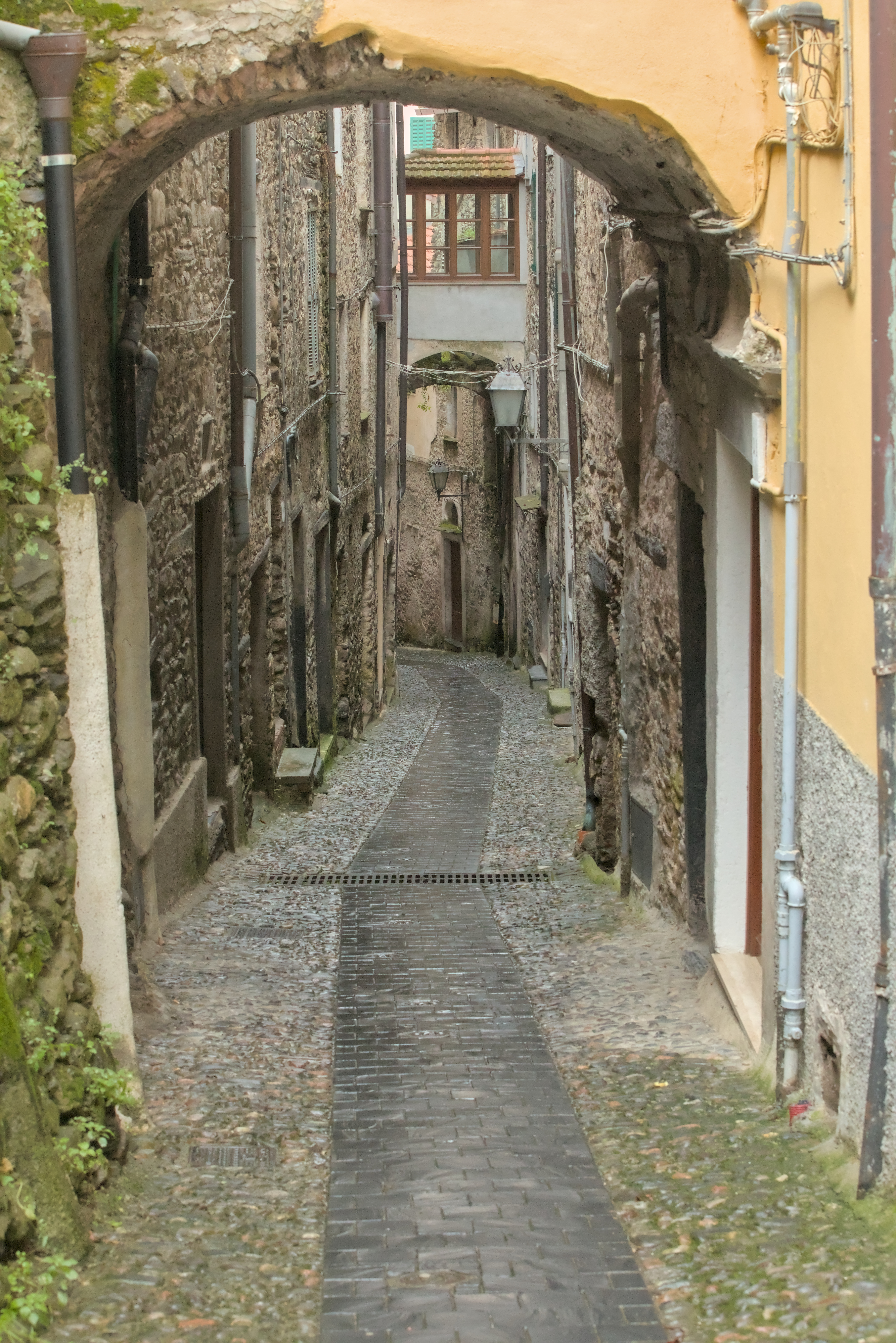
Une ruelle étroite et pentue, caractéristique du centre historique.
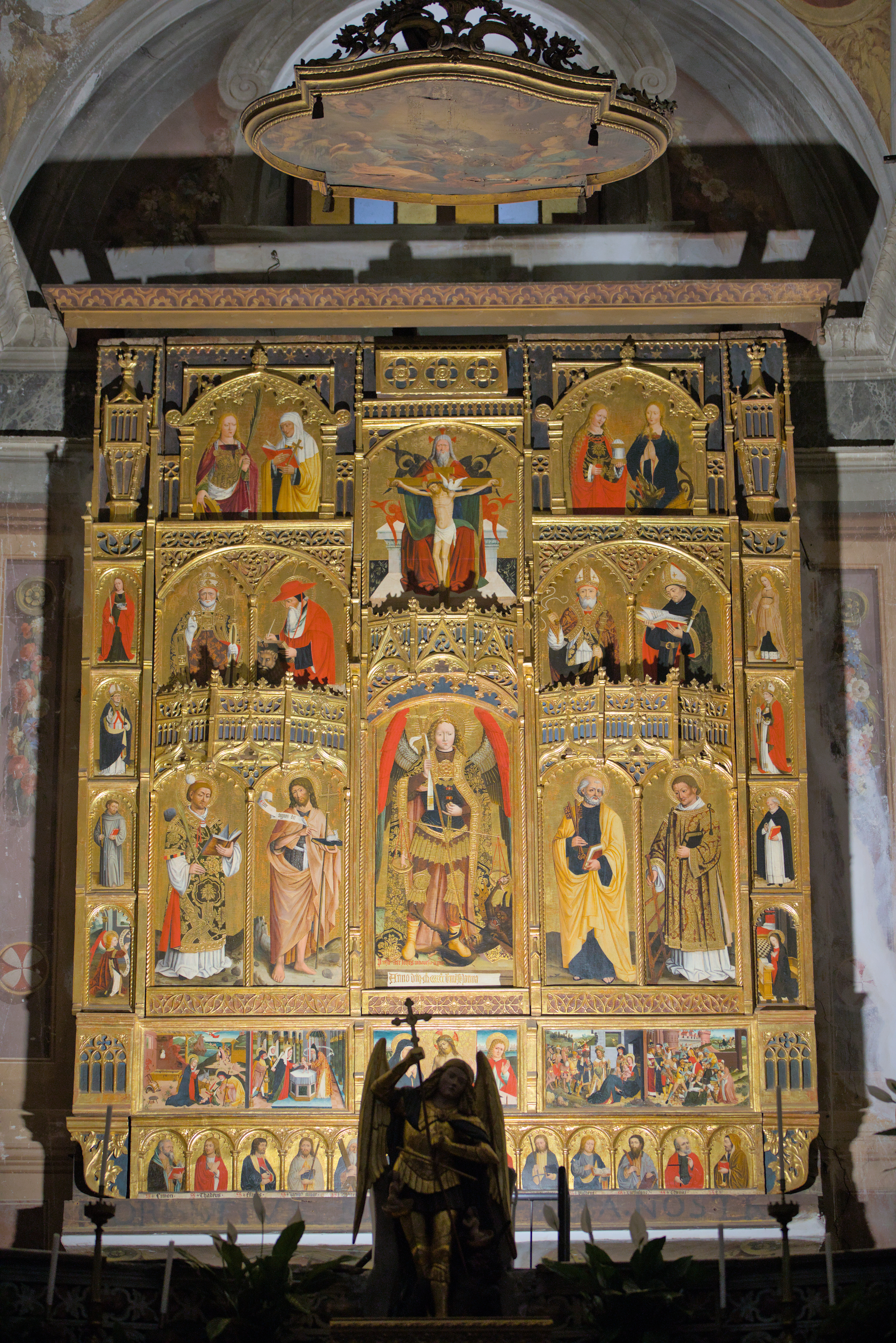
Polyptyque de Giovanni Canavesio dans l'église Saint-Michel-Archange.

## Administration
La commune est dirigée par un conseil de onze membres, élus pour un mandat de cinq ans. Les dernières élections ont eu lieu les 8 et 9 juin 2024.
| Période                                  | Période  | Identité          | Étiquette | Qualité |
| ---------------------------------------- | -------- | ----------------- | --------- | ------- |
| 4 juin 2004                              | mai 2014 | Mauro Littardi    |           |         |
| mai 2014                                 | mai 2019 | Daniela Simonetti |           |         |
| 29 mai 2019                              | En cours | Roberto Trutalli  |           |         |
| Les données manquantes sont à compléter. |          |                   |           |         |

Situation de Pigna dans l'Union des communes des Vallées de la Nervia et de la Roya, dans la province d'Imperia

Depuis 2015, Pigna fait partie de l'Union des communes des Vallées de la Nervia et de la Roya.